# Crow Creek (condado de Hughes, Dakota del Sur)
Crow Creek es un territorio no organizado ubicado en el condado de Hughes en el estado estadounidense de Dakota del Sur. En el Censo de 2010 tenía una población de 185 habitantes y una densidad poblacional de 0,59 personas por km².

## Geografía
Crow Creek se encuentra ubicado en las coordenadas 44°11′22″N 99°46′23″O / 44.18944, -99.77306. Según la Oficina del Censo de los Estados Unidos, Crow Creek tiene una superficie total de 312.37 km², de la cual 258.82 km² corresponden a tierra firme y (17.14%) 53.55 km² es agua.

## Demografía
Según el censo de 2010, había 185 personas residiendo en Crow Creek. La densidad de población era de 0,59 hab./km². De los 185 habitantes, Crow Creek estaba compuesto por el 22.16% blancos, el 0% eran afroamericanos, el 77.84% eran amerindios, el 0% eran asiáticos, el 0% eran isleños del Pacífico, el 0% eran de otras razas y el 0% pertenecían a dos o más razas. Del total de la población el 1.08% eran hispanos o latinos de cualquier raza.